# Gabinete Freycinet II
O Gabinete Freycinet II foi o ministério formado por Charles de Freycinet em 30 de janeiro de 1882 e dissolvido em 29 de julho do mesmo ano. Foi o 17º gabinete da Terceira República Francesa, sendo antecedido pelo Gabinete Gambetta e sucedido pelo Gabinete Duclerc.

## Contexto
Charles de Freycinet recusou-se a fazer parte do governo de Léon Gambetta, reservando-se nos bastidores o direito de estar pronto para um governo substituto, o que contribuiu para a desintegração deste último. Contudo, um governo republicano de esquerda sem a participação da "União Republicana" de Gambetta não teria maioria na Assembleia Nacional Francesa. Na política externa, a França se recusou em participar de um bombardeio em Alexandria, em retaliação ao massacre de cerca de cinquenta cristãos na região (o país se verá excluído de qualquer poder político no Egito, deixando o campo aberto para os britânicos).
Em julho de 1882, Freycinet apresentou a renúncia do gabinete ao Presidente da República, Jules Grévy, depois que a Câmara se recusou a lhe dar um voto de confiança. Em agosto daquele ano, Grévy nomeou Charles Duclerc como o novo Presidente do Conselho de Ministros.

## Composição
- Presidente da República: Jules Grévy
- Presidente do Conselho de Ministros: Charles de Freycinet
- Ministro dos Estrangeiros: Charles de Freycinet
- Guardião dos Selos, Ministro da Justiça e Cultos: Gustave Humbert
- Ministro do Interior: René Goblet
- Ministro da Guerra: Jean-Baptiste Billot
- Ministro das Finanças: Léon Say
- Ministro da Marinha e das Colônias: Jean Bernard Jauréguiberry
- Ministro da Instrução Pública e Belas Artes: Jules Ferry
- Ministro das Obras Públicas: Henri Varroy
- Ministro da Agricultura: François de Mahy
- Ministro do Comércio: Pierre Tirard
- Ministro dos Correios e Telégrafos: Adolphe Cochery

## Realizações
- Aprovação de leis referentes à obrigatoriedade e à laicidade do Ensino Primário.